# Pandemia de COVID-19 na Indonésia
A pandemia de COVID-19 propagou-se na Indonésia a partir de 2 de março de 2020, quando um professor de dança e a sua mãe foram infetados por um grupo japonês. a 9 de abril, a pandemia propagou-se a todas as províncias da Indonésia após que Gorontalo tenha confirmado o seu primeiro caso, Jacarta, Java Ocidental e Java Oriental que estão nas províncias mais tocadas.

## Cronologia

Número de casos (azul) e número de mortes (vermelho) em escala logarítmica

A 2 março  de  2020, o presidente indonésio Joko Widodo anunciou os primeiros casos de coronavirus no país : um professor de dança e a sua mãe a Depok, no oeste de Java. Ambos tinham organizado um curso de dance num restaurante a Kemang, Jackarta [en] em 14 de fevereiro, ao qual mais de uma dúzia de pessoas têm assistido. Um dentre eles era um Japonês, que tem sido depois declarado positivo ao coronavirus na Malásia. Quando a Malásia assinalou o caso, o executivo indonésio começaram a pesquisar toda a pessoa que tem tido contactos estreitos com os Japoneses e os Indonésios infetados.
O cluster tem sido inicialmente identificado como o "grupeto de Jacarta". ou o "grupeto de curso de dança", devido à localização da infeção. Desde então, os casos confirmados de COVID-19 na Indonésia começaram a aumentar lentamente. A 8 de março, seis pessoas que têm participado durante dança eram infetados pelo coronavirus, cujo um caso de Indonésio repatriado do Diamond Princess. Vários casos de coronavirus em Java oeste e em Jacarta foram identificados como tendo uma ligação com o grupeto.
Os casos positivos confirmados pela primeira vez em março não são os primeiros Indonésios a ter sido infetados pelo vírus do SARS-CoV-2. Em janeiro, uma mulher de limpezas indonésia a Singapura tem contraído o vírus para perto do seu empresário.
Um homem de Helmond, dos Países Baixos, foram confirmados como o primeiro paciente COVID-19 na Indonésia quando ficou doente a meados de janeiro. Depois foi curado em três hospitais enquanto encontrava-se em Java Oriental em janeiro de 2020. Esta notícia tem sido negada porque muita gente achava que tratava-se de uma alegação.
O primeiro óbito confirmado de coronavirus no país produziu-se em 11 de março de 2020. Não obstante, um dos empregados de Telkom faleceu em 3 março  de  após ter sido declarado positivo à COVID-19 a 14 de março e ter igualmente infetado a sua mulher e seu menino.
Uma jovem de 11 anos falecido no hospital Slamet Martodirdjo de Pamekasan, na ilha de Madura, em  Java Oriental, em 20 março  de , tem sido confirmada como a mais jovem vítima de COVID-19 do país. Em 17 março  de  2020, um infante de 11 meses faleceu em RSUD Bahteramas, Kendari e seu status era paciente de baixa vigilância.